# Podokręg Zachodni Armii Krajowej

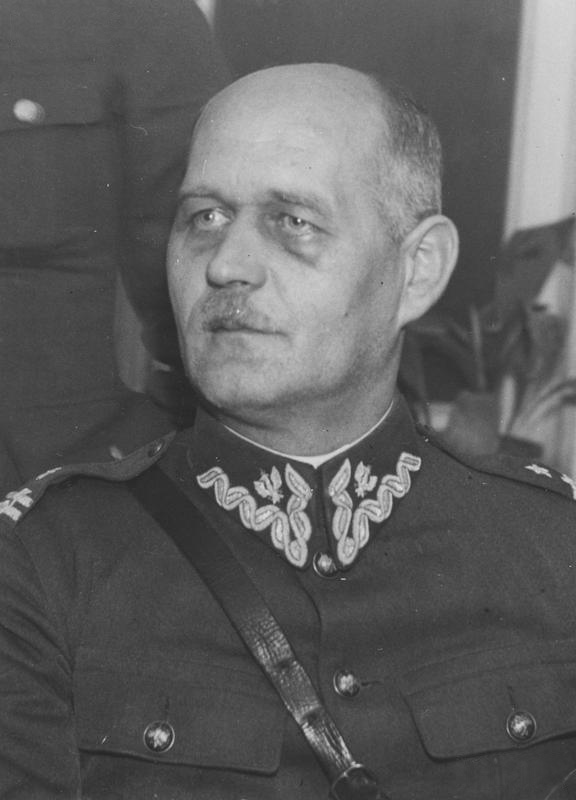
ppłk Franciszek Jachieć „Roman”, dowódca Podokręgu Zachodniego AK

Podokręg Zachodni AK zwany też „Podokręgiem Skierniewickim – struktura terenowa Armii Krajowej, obejmująca powiaty województwa warszawskiego, po zachodniej stronie Wisły, wchodząca od 1940 do 1942 jako inspektorat w skład Okręgu Warszawa-województwo „Morskie Oko” Związku Walki Zbrojnej, zaś od kwietnia 1942 do stycznia 1945 jako Podokręg, w skład Obszaru Warszawskiego AK. Odtwarzał struktury 26 Dywizji Piechoty. W sierpniu 1944 Podokręg organizował wsparcie dla powstania warszawskiego w Puszczy Kampinoskiej i lasach chojnowskich. Oddziały podokręgu walczyły na Żoliborzu 21 i 22 sierpnia 1944 w walce o Dworzec Gdański (zob. powstańcze natarcia na Dworzec Gdański). Podokręg został rozwiązany 16 stycznia 1945.

## Historia
Podokręg formowany był z obwodów znajdujących się po zachodniej stronie Wisły, dawnego województwa warszawskiego, tworzących Okręg Warszawa-województwo ZWZ, które organizowały się od końca 1939:
- powiat Błonie – dowódca wojskowy mjr Wacław Ptaszyński „Walery”; od lutego do września 1940 mjr dypl. w st. spocz. Franciszek Jachieć „Roman”
- powiat Grójec – dowódca wojskowy por. Wacław Granat „Ryś”
- powiat Sochaczew – Stanisław Jasiński „Maria”[1]

W połowie 1940 do obszaru lewobrzeżnego włączono Inspektorat Skierniewicki ZWZ, z Okręgu Łódzkiego ZWZ, obejmujący obwody (powiaty): Skierniewice, Rawa Mazowiecka i Łowicz, dowodzony przez mjr. Stanisława Piękosia „Skałę”. Przyłączenie to spowodowane było włączeniem tych powiatów do dystryktu warszawskiego Generalnego Gubernatorstwa. Kpt. „Skała” objął zakresem działania inspektoratu wszystkie obwody lewobrzeżne. Po jego odwołaniu w połowie 1940 z powodu nadużyć, inspektorem został mjr NN „Kres”, który został aresztowany jesienią 1940. Funkcję inspektora obwodów lewobrzeżnych objął mjr Franciszek Jacheć „Roman” aż do 1 lutego 1941, gdy został przesunięty do komendy okręgu.
Od 1 lutego 1941 powołano na terenie lewobrzeżnym dwa inspektoraty:
- inspektorat mjr. Ludwika Konarskiego ps. „Victor”, obejmujący obwody: Błonie, Sochaczew, Łowicz
- inspektorat mjr. Wacława Ptaszyńskiego ps. „Walery”, obejmujący obwody: Skierniewice, Grójec, Rawa Mazowiecka. Obwód Rawa Mazowiecka „Rybitwa” z dniem 1 marca 1941 został przekazany do Okręgu Łódzkiego AK[4]

Od 1942 oba inspektoraty weszły w skład Podokręgu Zachodniego AK. Od 27 lipca do 29 sierpnia 1944 struktury i oddziały Podokręgu uczestniczyły w akcji „Burza” i wspierały powstanie warszawskie, w którym uczestniczyła cześć jednostek podokręgu. Od października 1944 Podokręg prowadził działania dywersyjne, akcje samoobrony oraz wsparcie dla wypędzanej ludności Warszawy. W tym czasie w skład Podokręgu został przejęty obwód warszawski.

### Struktura organizacyjna
Dowództwo podokręgu
- Komendant – płk Franciszek Jachieć „Roman”; od połowy sierpnia do początku października 1944 komendantem był formalnie ppłk. dypl. Zygmunt Marszewski „Kazimierz”, choć faktyczne dowództwo sprawował ppłk. „Roman”[5]
- Oddział I (Organizacyjny) – szef rtm./mjr Henryk Odyniec-Dobrowolski „Doliwa” (od lutego 1942); od 1944 szef sztabu podokręgu
- Oddział II (Wywiad) – szef por./kpt./ Marian Bródka-Kęsicki „Grześkowiak” (od II kwartału 1942). Był jednocześnie szefem Rejonu V „Gątyń” Obwodu Powiat Warszawski
  - kierownik kontrwywiadu – por. Bronisław Mraczek „Janusz”, „Janosik”
- Oddział III (Operacyjny) – szef por./kpt. Kazimierz Szelest „Korab” (od maja 1942 do czerwca 1943), mjr NN „Waza” (od czerwca 1943 do stycznia 1945)
- Oddział IV (Kwatermistrzostwo) – szef kpt./mjr Stefan Zieliński „Wawrzyniak”
- Oddział V (Łączność) – szef mjr Jerzy Jeżewski „Zielonka”; zastępca por. Władysław Lipiński „Burza”; podlegały mu dwa plutony radiotelegraficzne: 1 pluton (dowódca pchor. Juliusz Czerwiński „Zenon”, na terenie inspektoratu „Walery”); 2 pluton (dowódca ppor. łączn. Józef Żakowicz „Krakus”, „Tabu” na terenie inspektoratu „Victor”)[6]
  - kierownik łączności konspiracyjnej – Kotlarewiczowa „Niesobia”
- Oddział VI (Biuro Informacji i Propagandy) – szef por. rez. Stefan Heller „Sokólicz”, „Rudy”, „Szatyn”
- Związek Odwetu/Kedyw – szef kpt./mjr Zygmunt Kłoniecki „Antoni” (od stycznia 1942 do czerwca 1943), por. NN „Henryk” (od czerwca 1943)
- szef saperów – mjr sap. NN „Wieliczka”[7]

Z dniem 1 marca 1943 rozkazem Komendy Głównej AK został odkomenderowany na teren Podokręgu ppłk. dypl. Zygmunt Marszewski „Kazimierz” na stanowisko inspektora dyspozycyjnego Komendanta Obszaru. Według innej wersji był inspektorem do zleceń Komendanta Obszaru z zadaniem inspekcji wyszkolenia w Podokręgu. Siedzibą podokręgu była Warszawa.
Struktura terenowa podokręgu
- Inspektorat Skierniewice AK – inspektor mjr/ppłk Wacław Ptaszyński „Walery”
  - Obwód Skierniewice AK „Sroka”
  - Obwód Łowicz AK „Łyska”
- Inspektorat Sochaczew AK – inspektor mjr/ppłk Ludwik Konarski „Victor”
  - Obwód Sochaczew AK „Skowronek”
  - Obwód Błonie AK „Bekas”, „Bażant”
  - Obwód Grójec AK „Głuszec”

Od października 1944 zreorganizowano podokręg, tworząc trzy inspektoraty:
- Inspektorat I – inspektor ppłk Ludwik Konarski „Victor”
  - Obwód Łowicz „Łyska”
  - Obwód Sochaczew „Skowronek”
- Inspektorat II – inspektor ppłk Wacław Ptaszyński „Walery”
  - Obwód Skierniewice „Sroka”
  - Obwód Grójec „Głuszec”
- Inspektorat III – inspektor (vacat)
  - Obwód Błonie „Borsuk”
  - Obwód Warszawski „Wrona” (cztery rejony lewobrzeżne)[9]

### Stan podokręgu
1 lutego 1942 na terenie podokręgu zarejestrowano 7176 osób, w tym: 247 oficerów, 171 podchorążych, 1420 podoficerów, 4111 szeregowych, 942 cywilnych mężczyzn i 285 cywilnych kobiet. 1 kwietnia 1943 na terenie podokręgu zarejestrowano 9690 osób, w tym: 354 oficerów, 232 podchorążych, 1935 podoficerów, 6123 szeregowych, 408 cywilnych mężczyzn i 638 cywilnych kobiet.
Według stanu na dzień 1 kwietnia 1943 oddziały podokręgu zorganizowane były w 160 plutonach, w tym 40 uzbrojonych i 120 nieuzbrojonych, posiadając 639 pistoletów, 1471 kb, 74 rkm, 6 lkm, 26 ckm, 9 kb przeciwpancernych, 16 moździerzy i 1462 granaty.
Według meldunku organizacyjnego KG AK nr 220 za okres od 1 marca 1943 do 31 sierpnia 1943, w podokręgu funkcjonowało 179 plutonów (61 pełnych i 118 szkieletowych), obejmujących 421 oficerów (308 w oddziałach liniowych), 271 podchorążych i 2213 podoficerów. Podokręg dysponował wówczas 25 ckm, 72 rkm, 1560 kb, 835 pistoletami 1 armatą ppanc, 5 kb ppanc i 1598 granatami.
Według meldunku organizacyjnego KG AK nr 240 za okres od 1 października 1943 do 1 lutego 1944, w podokręgu, zwanym „Podokręgiem Skierniewickim” funkcjonowały 194 plutony (117 plutony pełne i 77 plutony szkieletowe), obejmujące 586 oficerów (w tym 489 w oddziałach liniowych), 327 podchorążych i 3040 podoficerów. Podokręg dysponował wówczas 30 ckm, 82 rkm, 1672 kb, 1010 pistoletami, 63 pistoletami maszynowymi, 1 armatą ppanc, 7 kb ppanc i 2809 granatami. Natomiast według relacji płk Marszewskiego i płk Jachiecia podokręg w lipcu 1944 tworzyło 190 plutonów, uzbrojonych w 15 ckm, 40–45 rkm, 1200 karabinów, ok. 400 pistoletów oraz ok. 500 granatów.

### Walka bieżąca
Pierwsze struktury Kedywu w Podokręgu Zachodnim powstały na początku 1943, kiedy to dotychczasowego szefa Związku Odwetu Grupy Zachód kpt. Zygmunta Kłonieckiego „Antoniego”, mianowano dowódcą Kedywu Podokręgu Zachodniego. Już w I kwartale tego roku, udało się kpt. Kłonieckiemu zmontować zalążki struktur Kierownictwa Dywersji Podokręgu, które w marcu 1943 liczyło 17 patroli, grupujących 82 żołnierzy, w tym 6 oficerów, 6 podchorążych, 24 podoficerów, 10 szeregowych oraz 36 innych członków (kolejarze, kobiety, łącznicy). Ponadto funkcjonowało kilka obwodowych oddziałów dywersyjnych, np. Oddział Specjalny 32 plutonu i Oddział Specjalny 52 plutonu obwodu Błonie, oddział dywersyjny por. Jerzego Gójskiego „Doliwy” i oddział specjalny rtm. Jerzego Chromińskiego „Kuleszy” z Obwodu Skierniewice. Oddziały Kedywu wykonały kilkaset akcji skierowanych wobec oddziałom niemieckiej i konfidentom oraz przeciw komunikacji przeciwnika. Do najważniejszych akcji odwetowych przeciw Niemcom należały:
- w maju 1943 patrol likwidacyjny Obwodu Skierniewice w lesie regowskim zastrzelił kierownika Arbeitsamtu (urzędu pracy) w Jeżowie – Jenera oraz jego zastępcę – Millera
- 26 maja 1943 w Sochaczewie zastrzelono Hermanna Vorbichlera, p.o zastępcy Kreislandwirt; akcję przeprowadził pchor. Stanisław Janicki „Kordon” na klatce schodowej domu przy ul. Reymonta, w którym mieszkał Niemiec
- 2 czerwca 1943 na moście w Łowiczu zastrzelono jadącego bryczką Wilhelma Buchholza, kierownika tamtejszego Arbeitsamtu i członka NSDAP; Buchholz był znany z organizacji licznych i bezwzględnych branek na roboty do Niemiec
- 11 czerwca 1943 patrol bojowy Obwodu Łowicz w wyniku akcji likwidacyjnej ciężko ranił sołtysa Łyszkowic – Diera, volksdeutscha znanego w okolicy polakożercę
- 16 czerwca 1943 dokonano zamachu na wójta gminy Łyszkowice volksdeutscha Becka; Beck zdołał ujść patrolowi bojowemu Kedywu, natomiast zginął syn Becka
- 26 czerwca 1943 w Skierniewicach zastrzelono kierownika tamtejszego Arbeitsamtu Kurta Rittera; wykonawcą wyroku był Stanisław Drążkiewicz „Murzynek”

Oddziały partyzanckie
Od 1943 w rejonie Puszczy Mariańskiej na terenie powiatów skierniewickiego i rawskiego działał oddział partyzancki dowodzony przez Stanisława Sawickiego „Lermana”. W marcu 1943 oddział został podporządkowany sierż. Bolesławowi Kieresińskiemu ps. „Łokós”, „Sokół”. W maju 1944 wskutek konfliktu w oddziale „Lerman” z niewielką grupą odłączył się, walcząc na własną rękę. Zginął w styczniu 1945. Oddział „Łokósa” działał do 1945, gromadząc ok. 52 żołnierzy. W skład oddziału „Łokósa” wchodziła również grupa Tadeusza Pileckiego ps. „Holender”. W sierpniu 1944 odłączył się on z niewielką grupą i rozpoczął niezależną działalność zbrojną. Został rozstrzelany za dezercję, zaś dowództwo jego grupy objął por. Górny-Galiński „Stefan”.
W Obwodzie Sochaczew od połowy 1943 działał oddział partyzancki dowodzony przez por./kpt. Wilhelma Kosińskiego „Mścisława” (27 żołnierzy). Oddział podczas nieobecności dowódcy (zastępował go pchor. Tadeusz Turczyński „Lech”), został 4 kwietnia 1944 zaatakowany we wsi Bronisławy przez przeważające oddziały niemieckie. W wyniku walki zginęło 20 partyzantów, zaś 4 wzięto do niewoli (2 rozstrzelano, 2 zbiegło z aresztu). Funkcjonował też oddział w Obwodzie Grójec – OP „Tygrys” dowodzony przez ppor. Tadeusza Wierzbickiego „Tygrysa”, „Soplicę”. W obwodzie łowickim od grudnia 1943 działał oddział partyzancki (OP nr 21) dowodzony przez por./kpt. Stanisława Borowskiego „Maszynisty”, latem 1944 dowództwo przejął ppor. Kazimierz Foks „Sierp”. Oddział został rozbity 16 sierpnia 1944. W tym obwodzie działał też oddział „Dawid”, dowodzony przez kpt. Walentego Odolczyka „Dawida”. Jednak brak danych o jego działaniach. Po dekonspiracjach w sierpniu 1944 w Obwodzie Błonie funkcjonowały dwa oddziały ppor. Jerzego Mitrosa „Długiego” (10–15 żołnierzy) i kpt. Kazimierza Blajera „Kanisa” (60–100 żołnierzy). Działały one do października 1944.

### Odtworzenie Sił Zbrojnych
Oddziały Podokręgu miały odtwarzać struktury 26 Dywizji Piechoty. Na jej dowódcę wyznaczony został ppłk Ludwik Konarski „Victor”. W skład dywizji miały wchodzić:
- 10 pułk piechoty (I batalion z Obwodu Łowicz, II i III batalion z Obwodu Sochaczew) – przewidywany na dowódcę mjr Wacław Ptaszyński „Walery”
- 18 pułk piechoty (I, II i III batalion z Obwodu Skierniewice i prawdopodobnie Grójec)
- 27 pułk piechoty (Okręg Łódzki)
- 26 pułk artylerii lekkiej (Obwód Skierniewice)[25]

Obwód Grójec miał wystawić 1 dywizjon artylerii motorowej dla Brygady Pancerno-Motorowej „R” i 10 dywizjon artylerii motorowej dla Mazowieckiej Brygady Kawalerii. Ponadto w Obwodzie Błonie zorganizowano w okresie jesień 1943 – wiosna 1944 kurs Szkoły Podchorążych Rezerwy Kawalerii, który miał być zalążkiem plutonu 13 Pułku Ułanów Wileńskich. Według niektórych źródeł w podokręgu, w obwodach Błonie i Grójec miał się mobilizować 4 Pułk Strzelców Konnych Ziemi Łęczyckiej, którego dowódcą był płk Zygmunt Marszewski „Kazimierz”, zaś zastępcą mjr/ppłk Leopold Peszkowski „Kowal”. Pułk miał wejść w skład Mazowieckiej Brygady Kawalerii AK. Według tego źródła utworzono cztery szwadrony, szwadron ckm, pluton pionierów i pluton łączności.

## Akcja „Burza”w Podokręgu

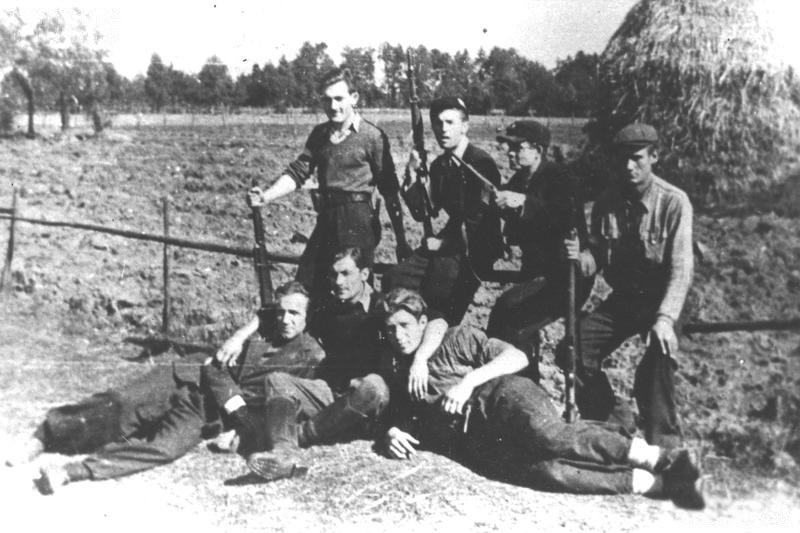
Żołnierze batalionu sochaczewskiego mjr. Władysława Starzyka „Korwina” Grupy Kampinos AK

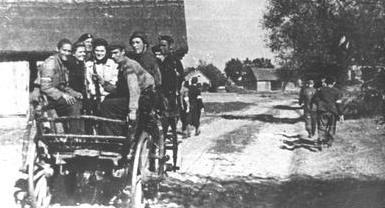
Żołnierze batalionu sochaczewskiego mjr. Władysława Starzyka „Korwina” Grupy Kampinos AK

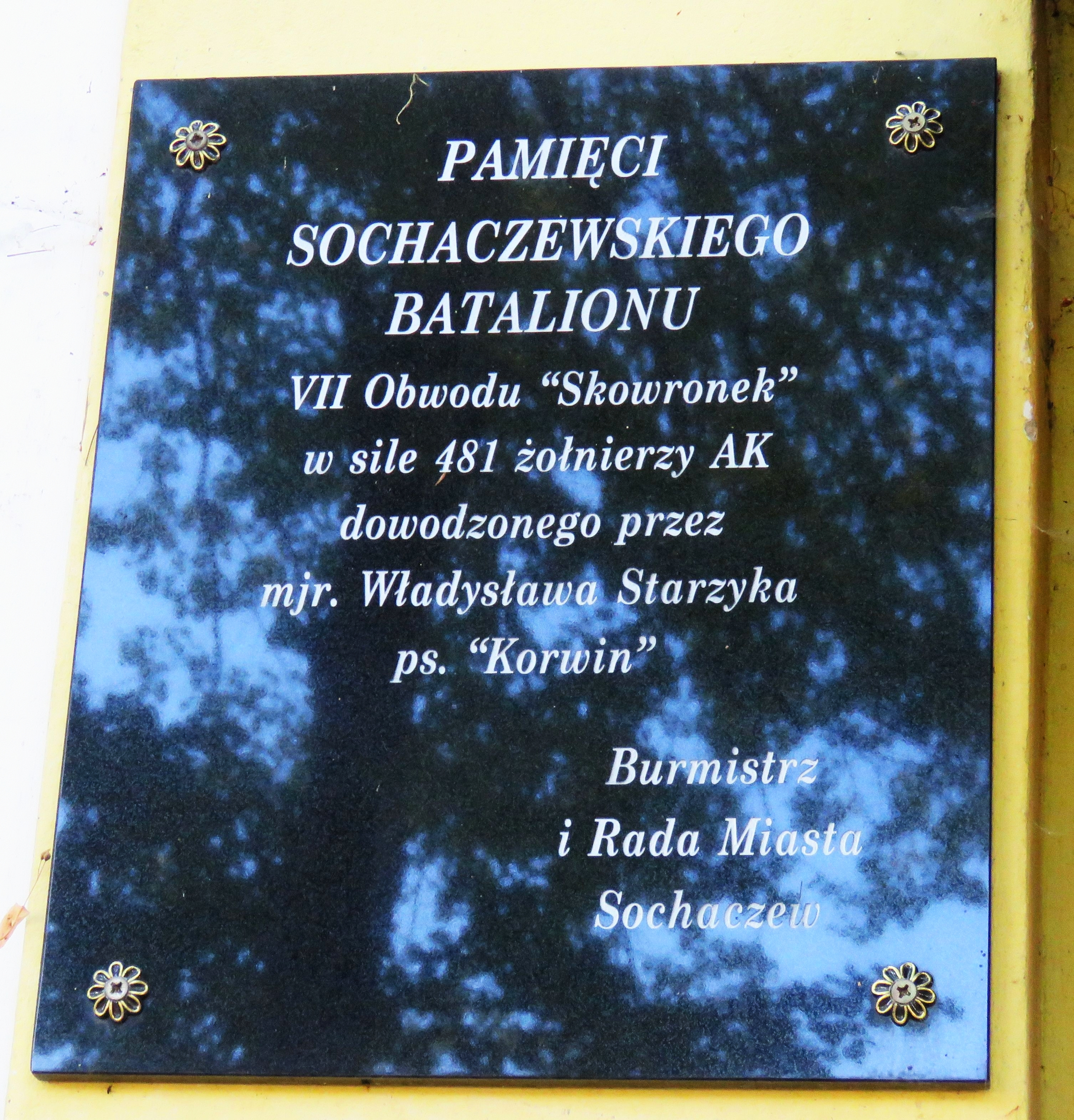
Tablica na murze kościoła w Wierszach, upamiętniająca żołnierzy batalionu sochaczewskiego walczących w szeregach Grupy „Kampinos”

25 lipca 1944 komendant obszaru warszawskiego gen. Albin Skroczyński „Łaszcz” wydał rozkaz dowódcy Podokręgu do przeniesienia stanowiska dowodzenia do Milanówka i przygotowania sił do akcji „Burza” w związku ze zbliżaniem się frontu. Według Jana Gozdawy-Gołębiowskiego, siły podokręgu przewidywały użycie 29 uzbrojonych plutonów, co stanowiło 15% zorganizowanych oddziałów. Oddziałom przeważnie nie nadano numeracji ustalonych planem OSZ, a posługiwano się pseudonimami dowódcy. Stan uzbrojenia na 1 sierpnia 1944 obejmował 15 ckm, 40–45 rkm, 1200 kb, 400 pistoletów, 500 granatów przedwojennych i ok. 5500 sidolówek. 26 lipca Komenda Główna AK skierowała do Komendanta Obszaru rozkaz informujący o podjęciu w najbliższych dniach rozpoczęcia walk o Warszawę oraz nakazujący w obwodach lewobrzeżnych wykonać Burzę i w wypadku skierowania sił niemieckich z zachodu na Warszawę starać się nie dopuścić ich do Warszawy.
27 lipca, zgodnie z rozkazem KG AK, dowódca Obszaru wydał rozkaz nakazujący Podokręgowi przygotowanie blokady Warszawy od strony zachodniej w przypadku rozpoczęcia walk o stolicę. Rozkaz ten nie został rozszyfrowany z nieznanych do dziś powodów i nie dotarł do dowódcy Podokręgu. Dlatego zaskoczeniem był dostarczony przez łączniczkę rozkaz z dnia 1 sierpnia, który dotarł do Podokręgu między godz. 17–18 nakazujący w związku z rozpoczętym powstaniem:
1. nie dopuszczać oddziałów niemieckich idących z zachodu do Warszawy
2. przeprowadzić akcję „Burza” przeciwko nieprzyjacielowi wycofującemu się na zachód[33]

### Pierwsza koncentracja
Zadania wynikające z punktu pierwszego postanowiono nie realizować, nie widząc szans powodzenia. Mimo to, 3 sierpnia oddział dywersyjny por. Jerzego Gójskiego „Doliwy” z Obwodu Skierniewice wysadził pociąg w Krężcach koło Makowa, następnego dnia oddział ten wysadził dwa parowozy pod Lipcami Reymontowskimi, a 5 sierpnia pod Krosnową jeszcze jeden. W nocy 1 sierpnia ogłoszono koncentrację oddziałów w obwodach. Oddziały zostały skoncentrowane w obwodach Błonie (2/3 sierpnia), Grójec (3/4 sierpnia), Sochaczew (3/4 sierpnia), Skierniewice (niedokończona z uwagi na wielką łapankę). Według niektórych źródeł – 4 pułk strzelców konnych (ok. 120 żołnierzy) pod dowództwem rtm. Nieniewskiego skoncentrował się w rejonie wsi Rozalin, na zachód od Młochowa, skąd przeszedł do nadleśnictwa Skuły, gdzie działał przez ponad miesiąc pod dowództwem mjr/ppłk. Leopolda Peszkowskiego „Kowala”. Brak jednak potwierdzeń w innych źródłach o tym oddziale. Stabilna sytuacja Niemców po lewej stronie Wisły spowodowała, iż 4 sierpnia odwołano koncentrację, którą następnie rozwiązano od 6 do 8 sierpnia. Mimo to, do oddziałów w Puszczy Kampinoskiej dotarła zmobilizowana kompania por. Franciszka Wiszniowskiego ps. „Jurek” z Wierszy z Obwodu Błonie AK, w składzie 76 żołnierzy.
Zgodnie z meldunkiem Podokręgu z 4 sierpnia, który przez Londyn dotarł 7 sierpnia do komendanta Obszaru, zameldowano, że sytuacja 2 sierpnia wskazała, że koncentracja oddziałów AK była przedwczesna, zaś akcja jawna jest wykluczona wobec olbrzymiego napływu oddziałów niemieckich – m.in. na terenie Grodziska Mazowieckiego odnotowano ok. 4700 żołnierzy niemieckich. Dywersja na liniach kolejowych wykazała minimalne efekty z uwagi na niewielki ruch pociągów i naprawianie torów w kilka godzin. Atak na przybyłe niedawno oddziały pancerne mogło – zdaniem dowódcy Podokręgu – zadać nieznaczne straty nieprzyjacielowi, natomiast pewny był pogrom oddziałów własnych. W tym czasie oddziały Podokręgu podejmowały zrzuty lotnicze.

### Nowa koncepcja działań
6 sierpnia dowódca podokręgu otrzymał z Komendy Głównej AK rozkaz nakazujący wzmóc działalność bojową na liniach do Warszawy i starać się dostarczyć do miasta broń i żywność. Komendant „Roman” uznał jednak, że nie ma warunków do wykonania tego zadania. Ograniczył się do akcji dywersyjnej na kolei. Wobec słabego ruchu pociągów okazała się ona mało skuteczna. Działania podokręgu realizowane były w o oparciu o dwa dowództwa, pierwsze w oparciu o Obwód Grójec dla oddziałów grupujących się w lasach kabackich kierowane przez ppłk. Ptaszyńskiego „Walerego” i w oparciu o Obwód Sochaczew na rzecz zgrupowania w Puszczy Kampinoskiej pod dowództwem ppłk. Konarskiego „Victora”. Zadaniem dowództw było: zewidencjonowanie oddziałów i formowanie z nich zwartych jednostek do walki w Warszawie, zapewnienie bezpieczeństwa opanowanego terenu, zorganizowanie opieki sanitarnej i zaopatrzenia w żywność oraz przygotowanie terenu do przyjmowania zrzutów.
Dopiero 8 sierpnia, po ponownym nawiązaniu łączności z Obszarem, dowództwo podokręgu otrzymało od Komendanta Obszaru Warszawskiego rozkaz skierowania co najmniej po batalionie na: Żoliborz (plac Wilsona) i na Mokotów (ul. Różana). Oddziały, zgodnie z rozkazem, należało zebrać z najbliższych rejonów, dozbrajając je po drodze, ze szczególnym uwzględnieniem amunicji. Nakazano również wykonywanie poprzednio nakazanych akcji.
Oddziały z Obwodu Sochaczew rozpoczęły ponowną koncentrację 5 sierpnia lub według innej wersji 10 sierpnia. Pierwszy oddział, ok. 60 żołnierzy pod dowództwem kpt. Wilhelma Kosińskiego „Mścisława”, wyruszył z miejscowości Dachowa. Po przejściu granicy z Generalnym Gubernatorstwem, koło wsi Przęsławice dołączyły dwa plutony obwodu dowodzone przez ppor. Tadeusza Dudzińskiego „Zawieji” i ppor. Jana Groneckiego „Nawrota” (ok. 60 żołnierzy). Oddział liczący łącznie ok. 120–150 żołnierzy posiadał m.in. 8 pistoletów maszynowych, 2 karabiny maszynowe Bren, 1 Granatnik PIAT. 9 sierpnia oddział po połączeniu 10 sierpnia we wsi Granica z oddziałem kpt. Władysława Starzyka „Korwina”, 11 sierpnia osiągnął wieś Wiersze. Po drodze wzięto dwóch jeńców. 16 sierpnia dokonano ponownej mobilizacji wspierającej pułk „Palmiry-Młociny”. Obwód Sochaczew wystawił kompanię „Ziemi Sochaczewskiej” (6 oficerów, 96 szeregowych) pod dowództwem ppor. Józefa Jodłowskiego „Mazura”. Z Obwodu Błonie 17 sierpnia dotarł oddział pod dowództwem por. Jana Majewskiego „Zbigniewa”, który został włączony jako 4 pluton do 4 kompanii dowodzonej przez kpt. Kosińskiego „Mścisława”. Około 15 sierpnia do puszczy dotarł 21-osobowy pluton kawalerii zawiązku 13 pułku ułanów z Obwodu Błonie, pod dowództwem por. Zygmunta Koca „Dąbrowy”. Oddział był wyposażony w 1 ckm i 2 pistolety maszynowe. Został włączony do IV szwadronu dywizjonu kawalerii pułku „Palmiry-Młociny”
W tym samym czasie do Kampinosu dotarł inspektor podokręgu ppłk Konarski „Victor”. Powstały poważny konflikt z uwagi na chęć podporządkowania Grupy „Kampinos” dowództwu Podokręgu, a z jego ramienia ppłk. „Victorowi”. Komendant Podokręgu nakazywał kpt. Józefowi Krzyczkowskiemu „Szymonowi” podporządkowanie się rozkazom podokręgu, z uwagi na usytuowanie oddziałów. Tymczasem kpt. „Szymon” powoływał się na rozkaz Komendy Głównej z 7 sierpnia nakazujący mu podporządkować Rejon VII – Jelsk oraz wszystkie oddziały, które znajdują się na terenie Puszczy Kampinoskiej. 9 sierpnia do Kampinosu dowódca Grupy „Północ”, skierował mjr. Alfonsa Kotowskiego ps. „Okoń”, który miał przejąć dowodzenie nad całością oddziałów Kampinosu, z nakazem zorganizowania ataku na Parysów lub Koło i połączeniem się ze Zgrupowaniem „Radosław”. Ponadto w rozkazie stwierdzono: Musi pan jednocześnie szukać łączności z oddziałem podokręgu „Hallerowo”, którego dowódca otrzymał podobne zadanie. Mjr „Okoń” został jednak zatrzymany przez Niemców i dotarł do Kampinosu dopiero 16 sierpnia. W nocy z 13 na 14 sierpnia wraz z patrolem przedarł się ze Starówki na Żoliborz por. Stanisław Jankowski „Agaton” z rozkazami dla płk. Mieczysława Niedzielskiego „Żywiciela”, po czym następnej nocy udał do oddziałów Grupy „Kampinos”.

13 sierpnia komendant Podokręgu skierował do Komendanta Obszaru depeszę, w której m.in. stwierdził:

Praca dywersyjna bardzo utrudniona. Brak materiałów. Nastrój społeczeństwa jak najgorszy. Brak zapowiedzianej z Londynu pomocy dla Warszawy powiększa rozgoryczenie wobec rządu londyńskiego.

 Tego samego dnia depesza została dostarczona do KG AK. Jednocześnie nadeszła kolejna depesza z Podokręgu, iż w Puszczy Kampinoskiej pod dowództwem ppłk. „Victora” znajduje się zgrupowanie ok. 1500 żołnierzy (chodziło o Grupę „Kampinos”). Zgrupowanie to – zgodnie z depeszą z Podokręgu

mogłoby wykonać poważniejszą akcję dywersyjną na Warszawę pod warunkiem masowego dostarczenia ciężkiej broni maszynowej i amunicji

 Jak relacjonował oficer Oddziału III Operacyjnego KG AK ppłk. Felicjan Majorkiewicz „Iron”, szef Oddziału III gen. Tadeusz Pełczyński „Grzegorz”, wskutek bezczynności oddziałów Podokręgu, polecił Oddziałowi III wysłanie rozkazu do gen. „Łaszcza” nakazującego zmianę na stanowisku dowódcy Podokręgu.

### Na odsiecz Warszawie
Po rozkazie dowódcy AK gen. Tadeusza Komorowskiego „Bora” z 14 sierpnia, wzywającego oddziały AK na pomoc Warszawie, z zadaniem bicia sił npla znajdujących się na peryferiach i przedmieściach Warszawy i wkroczenia do walki wewnątrz miasta, dowództwo Podokręgu wydało rozkaz mobilizacji dla obwodów Błonie i Sochaczew do dyspozycji ppłk „Victora”. Obwód Łowicz miał wystawić batalion ok. 280–320 żołnierzy. 14 sierpnia Komendant Podokręgu poinformował Komendę Główną, że rozkaz marszu na Warszawę: jest nierealny i niewykonalny, sprzeczny z podstawowymi zasadami tajemnicy wojskowej. Tego samego dnia ppłk „Victor” wezwał na odprawę dowódcę pułku „Palmiry-Młociny” por. „Dolinę”, który jednak odmówił wykonania polecenia.
W nocy z 15 na 16 sierpnia do Warszawy w stronę Powązek ruszył oddział złożony z batalionu por. Witold Pełczyńskiego „Witolda” (ok. 450 żołnierzy), kompanii sochaczewskiej „Mścisława” (ok. 100–120 żołnierzy), oraz batalionu mjr. „Żubra” (ok. 160 żołnierzy), pod wspólnym dowództwem ppłk. „Victora” wyruszyła w nocy z 15 na 16 na wsparcie oddziałów Starego Miasta. Główna kolumna dotarła do muru Powązek zaś oddział „Żubra” odłączył się i skierował się w stronę Żoliborza. Przy Powązkach ok. godz. 2:15 napotkano nieubezpieczoną kolumnę 20 niemieckich wozów pancernych, lecz płk „Victor” odmówił ich zaatakowania. Komendę podjął samorzutnie por. „Agaton” i doprowadził cześć oddziałów na Żoliborz. Ok. 150 żołnierzy w tym kompania „Prawdzica” część kompanii podporucznika Jaskólskiego, wskutek chaosu cofnęła się do Puszczy. Za niewykonanie rozkazu ppłk „Victor” został pozbawiony dowództwa nad oddziałami.
16 sierpnia ppłk „Roman”, jako dowódca zgrupowania 26 Dywizji Piechoty, nakazał por. „Dolinie”, kpt. „Szymonowi” kolejną koncentrację oddziałów, z poleceniem marszu do Warszawy co najmniej 500 żołnierzy, zaś dowództwo ma objąć kpt. „Korwin”. W tym czasie do puszczy przybył już mjr „Okoń”, który przejął dowodzenie organizując kolejną grupę wsparcia.
17 sierpnia doszło do pisemnej polemiki Komendanta Obszaru gen. Albina Skroczyńskiego „Łaszcza” odnośnie do upublicznienia przez radio BBC rozkazu KG AK z 14 sierpnia nakazującego marsz na Warszawę. Gen „Łaszcz”, wskazując na problemy w dowodzeniu w Podokręgu zachodnim, zaatakował dwutorowość dowodzenia zarówno przez Komendę Obszaru i Komendę Główną, wskazując nierealność rozkazów KG AK jednoczesnego marszu na Warszawę, realizowania „Burzy”, jak i blokowania oddziałów niemieckich. W odpowiedzi Komendant Główny AK gen. Tadeusz Komorowski „Bór” skierował do Komendanta Obszaru rozkaz do rąk własnych:

Uchylam polemikę na temat wydawanych przeze mnie rozkazów, natomiast żądam od Pana Generała zwrócenia całej uwagi na wydobycie z podległego Panu terenu największego wysiłku na korzyść walki naszej w Warszawie. Ocena położenia ogólnego i wypływające z niej wnioski co do działań należą do mnie. Mój rozkaz L.3/III, nakazujący komendantowi „Hallerowa” w pierwszym rzędzie uderzenie na Warszawę, a pozostałymi siłami prowadzenie „Burzy” na Niemców w odwrocie, jest nadal ważny. Żądam od Pana Generała wykonania jak najspieszniej siłami „Hallerowa” odciążającego uderzenia na Warszawę w ogólnym kierunku Powązki – Getto i Mokotów. Cel ostateczny – przebicie się i wkroczenie do walki wewnątrz miasta. Jeśliby to ze względu na przeciwdziałające siły nieprzyjaciela było niemożliwe, należy wbić się w nie i wziąć je długotrwałą walką, a choć częścią sił starać się przemknąć do wnętrza miasta. „Roman” nadesłał do mnie parę meldunków, których treścią była pesymistyczna ocena położenia oraz defetystyczne nastroje publiczności podmiejskiej w związku z ciężką walką Warszawy. Meldunki te wskazują, że „Roman” jest w całkowitej depresji i nie wykona w tych trudnych warunkach żadnej śmielszej i ryzykowniejszej akcji. Nakazuję zdjąć „Romana” natychmiast z dowodzenia, które oddać w ręce najlepszego oficera, jaki jest w dyspozycji Pana Generała o wykonaniu mego niniejszego rozkazu. Oczekuję również meldunku sytuacyjnego z reszty obszaru.
(—) „Znicz” dowódca AK

W związku z tym rozkazem, Komendant Obszaru odwołał 19 lub 20 sierpnia płk. Franciszka Jachiecia „Romana”, ze stanowiska komendanta i mianowanie na jego miejsce ppłk. Zygmunta Marszewskiego „Kazimierza”. Rozkaz ten jednak nie został ujawniony, nadal faktycznie dowodził płk „Roman”. Ppłk Marszewski zwrócił się 20 sierpnia o cofnięcie tej decyzji, na co nie otrzymał odpowiedzi.
W ramach nowej koncentracji z Obwodów Błonie i Sochaczew sformowano Batalion Ziemi Sochaczewskiej pod dowództwem kpt. Władysława Starzyka „Korwin”. Batalion sochaczewski liczył 481 żołnierzy, w tym 30 oficerów.
Doszło również do koncentracji oddziałów obwodu Łowicz. Wystawiono batalion w składzie 280–320 żołnierzy, pod dowództwem mjr Lucjana Zielińskiego „Łana”, „Wojciecha”. „Smugi”. Rozkazy z 14 sierpnia nakazywały aby w nocy z 17 na 18 sierpnia oddziały były gotowe do wyruszenia do Kampinosu. Kompania por. Władysława Lankiewicza „Mazur” (80–100 żołnierzy) skoncentrowała się w 17 sierpnia rejonie wsi Boczki. Kompania por. Wiktora Pękalskiego „Wróbel” (120–140 żołnierzy) skoncentrowana była w lasach chlebowskich, dołączając do Oddziału Partyzanckiego „Maszynisty”, a dalej miała udać się do lasów nieborowskich z przewodnikiem z oddziału partyzanckiego „Dawida”. Kompania kpt. Tadeusza Tyrakowskiego „Kordzika” (ok. 80 żołnierzy). Skoncentrowała się koło Nieborowa i miała z 17 na 18 po połączeniu z kompanią por. Wiktora Pękalskiego, pomaszerować do Kampinosu. Koncentracja została jednak odwołana z nieznanych powodów. W rejonie Chlebowa pozostał jednak oddział partyzancki „Maszynisty”, który z 15 na 16 sierpnia wraz z innymi oddziałami został otoczony przez ok. 3 tys. żołnierzy niemieckich. Oddział „Maszynisty” został rozbity.
Do ponownej koncentracji w wyniku rozkazu Komendy Głównej AK z 14 sierpnia, doszło również w Obwodzie Grójec. W lasach Modrzewina na zachód od Grójca uczestniczyło ok. 300 żołnierzy obwodu. Została ona jednak rozwiązana, z uwagi na małe prawdopodobieństwo dotarcia do Warszawy. 14 sierpnia, na rozkaz ppłk „Walerego” do zgrupowania ppłk. Mieczysława Sokołowskiego „Grzymały” w lasach chojnowskich dołączyła 5 kompania II batalionu 18 pułku piechoty AK obwodu grójeckiego, pod dowództwem ppor. Mieczysława Gawarkiewicza „Stena” (ok. 120 żołnierzy). W nocy z 18 na 19 sierpnia uderzała na Wilanów. Pozostałe oddziały odtwarzające 18 pułk piechoty z uwagi na pogarszające się warunki zostały zdemobilizowane.
W nocy z 19 na 20 sierpnia mjr „Okoń” zorganizował kolejny batalion idący na Żoliborz, złożony z czterech kompanii pułku „Palmiry-Młociny”: por. Aleksandra Hartfiela „Wara”, por. Zygmunta Budzyńskiego „Prawdzica”, por. NN „Grota” (łącznie 402 żołnierzy), sochaczewskiej kompanii por. Józefa Jodłowskiego „Mazura” (w składzie 6 oficerów i 96 szeregowych) oraz pluton lotniczy por. Tadeusza Gaworskiego „Lawy” (40 żołnierzy). Łącznie 780 żołnierzy. W trakcie przemarszu na Żoliborz 20 sierpnia ok. 2 w nocy doszło do strzelaniny z Niemcami, co spowodowało wycofanie się kompanii „Mazura” i plutonu „Lawy” do puszczy. Z oddziałów „Hallerowa” na Żoliborz dotarł jedynie pluton ppor. Wacława Rynka „Waldemara” i grupa wachm. Lucjana Suskiego „Sosny”.
Oddziały podokręgu kpt. „Mścisława” wzięły udział 21 i 22 sierpnia w atakach na Dworzec Gdański, gdzie poniosły duże straty. W ataku 22 sierpnia oddziały sochaczewskie zmyliły kierunek natarcia m.in. oddział ppor. Tadeusza Dudzińskiego „Zawieja” zaatakował Instytut Chemiczny, za boczną linią torów. Kpt. Wilhelm Kosiński „Mścisław” przedostał się za tory i ranny z jednym tylko żołnierzem przedostał się na Stare Miasto, skąd przeszedł na Żoliborz, a następnie do Kampinosu.
21 sierpnia Komendant Główny AK przekazał do Kampinosu depeszę (nr 495/XXX/999.2008), w której rozkazano iż wszystkie eksterytorialne oddziały AK znajdujące się na terenie Hallerów rejonu warszawskiego podlegają właściwym dcom terytorialnym. Spowodowało to kolejne komplikacje organizacyjne, dotyczące podległości oddziałów. Por. „Dolina” dowódca pułku „Palmiry-Młociny” meldował do Komendy Głównej 21 sierpnia: 

Otrzymuję od Romana rozkazy sprzeczne z rozkazami KG. Wykonuję rozkazy kapitana Szymona, dowódcy Rejonu VIII i dowódcy wszystkich oddziałów w Kampinosie i Rejonu VII. Kawalerią (320 koni) wykonuję wypady i ubezpieczam zrzuty. Dowódcy luźnych oddziałów bądź z tytułu starszeñstwa, bądź powołując się na fragmenty swoich rejonów organizacyjnych, które zajmujemy – pragną podporządkować sobie moje oddziały. Przykładem – Roman i jego podkomendni. Meldujê, że od 30 lipca stanowiê jedyny zorganizowany oddział partyzancki na tym terenie i ośrodek organizacyjny Rejonu VIII, który wykonuje bezwzględnie rozkazy KG. Wszelkie rozkazy z KG przeprowadzę siłą.

### Walki w Kampinosie
Z 23 na 24 sierpnia mjr „Okoń” pozostawiając uzbrojenie w Warszawie, wrócił z Żoliborza do Puszczy Kampinoskiej z oddziałem nieuzbrojonych praktycznie 300 żołnierzy (w tym częścią oddziałów „Hallerowa”). Tam zastał go rozkaz Komendy Głównej AK wyznaczający go na dowódcę wszystkich oddziałów przebywających na stałe lub przejściowo na terenie Puszczy, nakazując podporządkowanie się wszystkim komendantom i dowódcom. W dalszych działaniach w puszczy w walkach brał udział Batalion Ziemi Sochaczewskiej. Od 30 sierpnia do 2 września batalion brał udział w walkach obronnych pod Pociechą, 12 i 13 września walczył pod Truskawem, gdzie wyróżnił się w walce. 27 września batalion mjr. „Korwina” stoczył bój we wsi Truskawka. Po odprawie, wieczorem 27 września i decyzji o przejściu uzbrojonych oddziałów w Góry Świętokrzyskie, mjr „Korwin” zdecydował o demobilizacji i przejściu do konspiracji. Część żołnierzy batalionu opowiedziała się jednak za dalszą walką i weszła w skład oddziałów Grupy Kampinos. Oddziały Grupy zostały rozbite 29 września pod Jaktorowem.

### Zakończenie „Burzy”
29 sierpnia komendant Obszaru z rozkazu Komendy Głównej AK, określił zadania związane z akcją „Burza” i powstaniem jako nieaktualne dla okręgu. Zgodnie z rozkazem:

Głównym zadaniem podokręgu jest wzmocnić Warszawę poprzez dosłanie jak największej ilości broni, amunicji i żywności. Na terenie pozostawić tylko małe oddziałki samoobrony ludności dywersji.

Dodatkowo ppłk. Wacławowi Ptaszyńskiemu „Walery”, nakazano niewysyłanie uzbrojonych oddziałów na pomoc Warszawie, lecz poszerzenie bazy w lasach chojnowskich, zorganizowanie dwóch-trzech bastionów odbiorczych zrzuty. Ponadto nakazano zorganizowanie grup transportowych dla przerzutu broni z bazy na Sadybę i Mokotów, oraz organizowanie zapasów żywności i przekazywanie ich do Warszawy. Działania te stały się jednak niemożliwe z uwagi na liczne pacyfikacje niemieckie. 1 września nie udało się przeprowadzić na Mokotów transportu amunicji. 16 września ppłk „Walery” zameldował, że wobec działań niemieckich ustały możliwości przerzucania broni i żywności, zaś 20 września zameldował, iż wszystkie drogi dostępu do Warszawy zostały zablokowane, co zakończyło działania tego ośrodka.

## Ostatnie miesiące okupacji niemieckiej
Po upadku powstania warszawskiego komendantem obszaru mianowany został ppłk Zygmunt Marszewski „Kazimierz”. Cofnął on rozkaz odwołujący ze stanowiska komendanta podokręgu ppłk. Jachiecia ps. „Halicz”. Oddziały zajmowały się działaniami odtworzeniowymi. Według meldunku komendanta obszaru ze stycznia 1945 w obwodach sytuacja przedstawiała się następująco:
- Obwód Warszawa – uzbrojenie ok. 60 szt, teren przyfrontowy, trudny, przepełniony uchodźcami i warszawskimi oddziałami
- Obwód Błonie – najlepiej uzbrojony: 100 pistoletów maszynowych, 10 karabinów maszynowych, 100 karabinów; duże nasilenie aresztowań
- Obwód Skierniewice – uzbrojenie: 18 pistoletów maszynowych, 2 lekkie karabiny maszynowe, ok. 50 karabinów; teren przepełniony oddziałami 9 Armii
- Obwód Sochaczew – uzbrojenie: 30 pistoletów maszynowych, 2 lekkie karabiny maszynowe, ok. 50 karabinów; w czasie powstania sztab obwodu był w Kampinosie, cześć zginęła
- Obwód Łowicz – uzbrojenie: 18 pistoletów maszynowych, 2 lekkie karabiny maszynowe, ok. 50 karabinów; ze względu na granicę z Rzeszą mnóstwo policji, a ponadto dużo służb niemieckiej 9 Armii
- Obwód Grójec – uzbrojenie ok. 40 pistoletów maszynowych, kilka lekkich i ciężkich karabinów maszynowych, 50 karabinów; pas 10 km wzdłuż Wisły wysiedlony, północna cześć pod silnym naciskiem policyjnym

Według tego meldunku nie istniały oddziały partyzanckie, zaś oddziały dywersyjne zostały wcielone do plutonów. Istniał jedynie niewielki oddział leśny w Obwodzie Łowicz (12 ludzi). Do utrzymania egzekutywy sformowano dwudziestodziewięcioosobowy oddział żandarmeryjno-dywersyjny.
W styczniu przeprowadzono kilka akcji dywersyjnych. Ostatnią akcję bojową 16 stycznia 1945 wykonał oddział wach. Władysława Parola „Pado” z Żyrardowa, który udaremnił wysadzenie mostu w Jaktorowie.
16 stycznia Komendant Obszaru w rozkazie nr 37 do Podokręgów „Hallerowo” i „Tuchola”, w związku z ofensywą ZSSR i w myśl wytycznych Komendanta AK, zarządził rozwiązanie Armii Krajowej na terenie poszczególnych obwodów z chwilą opuszczenia terenu przez okupanta. Rozkaz określił, iż wszyscy żołnierze i pracownicy AK mają prawo postępowania według własnego sumienia, co do wstępowania w szeregi armii polskiej gen. Żymierskiego, zarówno ochotniczo, jak i w poborze. Wskazał, że „celem zachowania stanu biologicznego narodu, należy lojalnie wykonywać zarządzenia władz Rządu Lubelskiego”, jednak żołnierze AK powinni nie zapomnieli że są Polakami i należy w każdych warunkach pracować dla Polski. W zarządzeniu wykonawczym rozkazał ponadto:
1. Przekazanie powyższego rozkazu przez Komendy Podokręgów do Komend Obwodowych.
2. Zaznaczyć, że rozkaz należy wykonać z chwilą zbliżenia się wojsk ZSSR do granic powiatu lub po ich wkroczeniu.
3. Nakazać wypłacenia trzymiesięcznych poborów etatowym pracownikom, z chwilą wydania rozkazów rozwiązujących AK.
4. Nakazać Komendom Okręgów wyznaczenie w oddziałach pewnych ludzi, którzy mają się opiekować zakonspirowaną bronią.
5. Funkcjonować łączności do nowego rozkazu ostatecznej likwidacji AK.
6. W przypadku odejścia dowódców Obwodów, obejmowania funkcji przez zastępców do ostatecznej likwidacji[91].

Według depeszy Komendanta Obszaru z 20 stycznia 1945 do Londynu, teren Podokręgu zachodniego został zajęty przez wojska rosyjskie 17 stycznia. Oddziały Podokręgu dokonały licznych napadów i zasadzek na wycofujące się oddziały niemieckie. Na tyłach niemieckich wysadzono przepust kolejowy w rejonie Łowicza i dwa mosty drogowe.
Już w nocy z 19 na 20 stycznia 1945 w Obwodzie Skierniewice doszło do aresztowań i wywiezienia 22 żołnierzy AK przez NKWD. W Obwodzie Sochaczew uwięziono, a następnie wywieziono kilkunastu żołnierzy AK. Ostrzeżony przed aresztowaniem komendant obwodu mjr Władysław Starzyk „Korwin” zdołał uciec do Łowicza, a stamtąd przedostał się do Częstochowy. Dowódca obwodu Łowicz ppłk Lucjan Zieliński „Smuga” ostrzeżony przed aresztowaniem, po zamknięciu sprawozdań obwodu i zniszczeniu dokumentów wyjechał 2 lutego do Łodzi. W marcu 1945 harcerze Grup Szturmowych, żołnierze AK z Obwodu Łowicz, pod dowództwem sierż. pchor. Jana Kopałki „Antek z Woli”, 8 marca 1945 rozbili więzienie w Łowiczu uwalniając ponad 80 więźniów zagrożonych wywiezieniem do Związku Radzieckiego, w tym swojego przyjaciela dha Zbigniewa Fereta ps. „Cyfra”. Była to ostatnia akcja struktur konspiracyjnych. Struktury Armii Krajowej w Podokręgu zostały skutecznie rozwiązane. Komendant Obszaru Warszawskiego Delegatury Sił Zbrojnych ppłk. Józef Rybicki „Andrzej”, „Maciej” nie miał kłopotu z zakończeniem działań struktur wojskowych w 1945.